# Дубровка (Угранский район)
Дубровка — Деревня в Угранском районе Смоленской области России. Входит в состав Полдневского сельского поселения. 
Население — 6 жителей (2007 год). 
Расположена в юго-восточной части области в 15 км к юго-западу от Угры, в 8 км северо-западнее автодороги Знаменка-Спас-Деменск, на берегу реки Расловка. В 15 км северо-восточнее от деревни находится железнодорожная станция Угра на линии Торжок-Брянск.

## История
В годы Великой Отечественной войны деревня была оккупирована гитлеровскими войсками в октябре 1941 года, освобождена в марте 1943 года.